# Ketheganahalli, Srinivaspur
Ketheganahalli là một làng thuộc tehsil Srinivaspur, huyện Kolar, bang Karnataka, Ấn Độ.